# Webby Awards
Webby Awards är en serie utmärkelser till "världens bästa webbplatser" som delats ut sedan 1996. Vinnarna presenteras av The International Academy of Digital Arts and Sciences.
De fyra grundkategorier som utmärkelsen ges ut för är "Websites & Mobile", "Sites & Apps", "Advertising & Media", "Online Film & Video och "Social".
Det finns också en andra kategori utmärkelser, People's Voice Awards, som motsvarar den första där vinnarna utses genom omröstning.